# Saint Jérôme dans son étude (Lucas van Leyden)
Pour les articles homonymes, voir Saint Jérôme dans son étude.
Saint Jérôme dans son étude est une gravure sur cuivre au burin réalisée en 1521 par l'artiste néerlandais de la Renaissance Lucas van Leyden.

## Analyse
Saint Jérôme dans son étude est à rapprocher du tableau de Saint Jérôme qu'Albrecht Dürer peint en 1521 à Anvers et offert à Rodrigo Fernandez d'Almada, le délégué commercial portugais aux Pays-Bas. Lucas van Leyden reprend principalement à Dürer le type d'un saint Jérôme âgé, absorbé par ses pensées consacrées à la contingence de la condition humaine, comme l'indique son index dirigé vers un Crâne humain.
Il introduit aussi une référence au Saint Jérôme dans sa cellule : le rayon de lumière qui passe au travers de l'oculus à réseau losangé apparait comme un savant hommage aux superbes reflets des boudines des vitres de la cellule du saint que Dürer projette dans les embrasures des fenêtres.